# 鏑木文隆
鏑木 文隆（かぶらぎ ふみたか、1965年12月13日 - ）は、千葉県出身の日本の柔道選手である。階級は78kg級。身長171cm。

## 経歴
足立学園高校から日本体育大学へ進むと、1年の時に正力杯78kg級で3位になったとされている。2年の時には正力杯で3位、正力国際では決勝で東海大学3年の松田亮一に判定で敗れて2位だった。3年の時には講道館杯の決勝で福岡大学教員の高野裕光に有効で敗れた。正力杯では優勝すると、正力国際でも決勝で松田を判定で破って優勝を飾った。また、フィンランド国際とブルガリア国際でも優勝した。4年の時には正力国際の決勝でソ連のバシール・ワラエフに判定で敗れた。1988年には慶應義塾高校の体育科教員になると、講道館杯で3位になった。1989年には講道館杯と体重別で3位になった。1990年の体重別でも3位だった。グッドウィルゲームズでは決勝でワラエフに内股で敗れて2位だった。
引退後には、バルセロナオリンピック71kg級金メダリストの古賀稔彦が主宰する古賀塾の師範にも名を連ねている。また、教員を務める慶應義塾高校の柔道部で部長を務める。

## 戦績
- 1984年 - 正力杯 3位
- 1985年 - 正力杯 3位
- 1986年 - 正力国際 2位
- 1986年 - 講道館杯 2位
- 1986年 - 正力杯 優勝
- 1986年 - フィンランド国際 優勝
- 1987年 - 正力国際 優勝
- 1987年 - ブルガリア国際 優勝
- 1988年 - 正力国際 2位
- 1988年 - 講道館杯 3位
- 1989年 - 講道館杯 3位
- 1989年 - 体重別 3位
- 1990年 - 体重別 3位
- 1990年 - グッドウィルゲームズ 2位

（出典、JudoInside.com）